# Gennadij Golovkin vs. Canelo Álvarez
Gennadij Golovkin vs. Canelo Álvarez, noto anche come "Supremacy" ("Supremazia"), è stato un incontro di pugilato disputato il 16 settembre 2017 alla T-Mobile Arena di Las Vegas, negli Stati Uniti d'America.
La sfida, valida per i titoli mondiali WBA (Super), WBC, IBF, IBO, The Ring e lineare dei pesi medi, ha visto contrapposti il campione in carica kazako Gennadij Golovkin e lo sfidante messicano Saúl Álvarez. Il match è terminato in pareggio dopo dodici round, con i cartellini di 115-113 per Golovkin, 118-110 per Álvarez e 114-114.

## Contesto
Il nome di Saúl Álvarez è stato accostato a quello di Gennadij Golovkin sin dalla vittoria del messicano su Miguel Cotto nel novembre 2015, valida per i titoli WBC, lineare e The Ring dei pesi medi.
Subito dopo aver battuto il connazionale Julio César Chávez Jr. il 6 maggio 2017, Álvarez ha dichiarato che avrebbe sfidato Golovkin nel suo prossimo incontro, previsto per il 16 settembre seguente in luogo ancora da definirsi. L'imbattuto campione dei medi, già presente a bordo ring quella sera, si è così presentato sul quadrato per promuovere l'evento, accompagnato dall'allenatore Abel Sanchez e dal promotore Tom Loeffler. Rivolgendosi al kazako con l'ausilio di un interprete, Álvarez ha quindi dichiarato: «Golovkin sei il prossimo, amico mio. L'incontro è deciso. Non ho mai temuto nessuno, sin da quando sono diventato professionista a 15 anni. Sin da quando sono nato, la paura non esiste». Il trentacinquenne gli ha risposto con toni pacati ma concreti: «Sono molto eccitato per la nostra sfida. Quella di oggi è tutt'altra storia. A settembre sarà tutto completamente diverso, un grande e drammatico spettacolo. Sono pronto. Mi congratulo innanzitutto con Canelo e la sua squadra. In questo momento sono tutti eccitati per settembre. Canelo sembrava davvero in forma stasera e rappresenta sicuramente il più grande ostacolo della mia carriera. Gli auguro buona fortuna per settembre». È seguito infine un intenso faccia a faccia fra i due.
Il 9 maggio il presidente della Golden Boy Promotions Eric Gomez ha affermato che in caso di sconfitta di Golovkin non vi sarebbe stata una clausola di rivincita. L'ex pugile e promotore Óscar de la Hoya ha in seguito dichiarato che il match si sarebbe svolto nel limite dei pesi medi di 73 kg o 160 libbre con nessun divieto di reidratazione: al termine delle operazioni di peso, entrambi gli sfidanti avrebbero potuto guadagnare una quantità illimitata di massa corporea. Nel mese di giugno Eric Gomez ha poi confermato l'inclusione del mondiale IBF nei titoli in palio.

## L'incontro

### Cartellini di punteggio
| Giudice       | Pugile   | 1  | 2  | 3  | 4  | 5  | 6  | 7  | 8  | 9  | 10 | 11 | 12 | Totale |
| ------------- | -------- | -- | -- | -- | -- | -- | -- | -- | -- | -- | -- | -- | -- | ------ |
| Adalaide Byrd | Álvarez  | 10 | 10 | 10 | 9  | 10 | 10 | 9  | 10 | 10 | 10 | 10 | 10 | 118    |
|               | Golovkin | 9  | 9  | 9  | 10 | 9  | 9  | 10 | 9  | 9  | 9  | 9  | 9  | 110    |
| Dave Moretti  | Golovkin | 9  | 9  | 10 | 10 | 10 | 10 | 10 | 10 | 10 | 9  | 9  | 9  | 115    |
|               | Álvarez  | 10 | 10 | 9  | 9  | 9  | 9  | 9  | 9  | 9  | 10 | 10 | 10 | 113    |
| Don Trella    | Álvarez  | 10 | 10 | 9  | 9  | 9  | 9  | 10 | 9  | 9  | 10 | 10 | 10 | 114    |
|               | Golovkin | 9  | 9  | 10 | 10 | 10 | 10 | 9  | 10 | 10 | 9  | 9  | 9  | 114    |

## Incassi
Per l'incontro Álvarez ha guadagnato una borsa pari a 16 milioni di dollari, mentre al campione in carica Golovkin ne sono andati 13.